# Sonhar é Fácil
Sonhar é Fácil (portugiesisch für: Träumen ist einfach) ist eine portugiesische sozialkritische Filmkomödie aus dem Jahr 1951. Der Film wird der Comédia portuguesa zugerechnet.

## Handlung
Senhor Silva hegt den romantisch verklärten Traum, einmal aufs Land zu ziehen und als Bauer zu leben. Als eine in Argentinien verstorbene Tante ihm ein Landgut in der portugiesischen Provinz vererbt, scheint sein Traum in Erfüllung zu gehen. Umgehend verlässt er mit Frau und Tochter ihre Lissabonner Mietwohnung und sie beziehen den Hof. Schnell jedoch merkt Silva, dass nicht alles so einfach wie erhofft abläuft, insbesondere da sich der unfreundliche reiche Nachbar Guimarães als mächtiger Dorftyrann herausstellt. Dank seines Optimismus und der Unterstützung seiner Tochter richtet die Familie Silvas ihren Hof dennoch zügig auf.
Als durch ein Missverständnis Guimarães glaubt, Silva habe neben dem Hof auch ein Vermögen geerbt, freundet er sich plötzlich mit ihm an, um ihn als Teilhaber für seine Pläne einer Haferflockenfabrik zu gewinnen. Die beiden Familien nähern sich an, und dabei kommen sich auch Silvas Tochter und Guimarães Sohn näher.
Doch Silvas landwirtschaftliche Erfolge stellen sich nicht so problemlos ein, wie erhofft, ausbleibender Regen macht allen Landwirten im Dorf zu schaffen. Und als Guimarães feststellen muss, dass Silva kein Vermögen zu investieren hat, lässt er ihn fallen.
Der aufrechte Silva gibt jedoch nicht auf. Eine Genossenschaft soll die Lösung bringen und Guimarães ausbooten, von dessen Geschäft das gesamte Dorf bislang abhängig ist. Silvas Enthusiasmus bringt die Dorfgemeinschaft dazu, sich gegen den verhassten Guimarães zusammenzutun und ein eigenes Geschäft zu gründen. Der beginnt einen ruinösen Preiskampf, um die plötzliche Konkurrenz wieder auszuschalten, und die Kooperative steuert auf die Pleite zu. Doch die zusammengerückte Dorfgemeinschaft erweist sich als einfallsreich und täuscht ihre Gläubiger. Guimarães sieht sich gezwungen, den Preiskampf aufzugeben und einzulenken.
Ein plötzlicher Schicksalsschlag zerstört zunächst die Existenz Silvas, doch die Dorfgemeinschaft meistert am Ende mit vereinten Kräften alle Schwierigkeiten.

## Rezeption

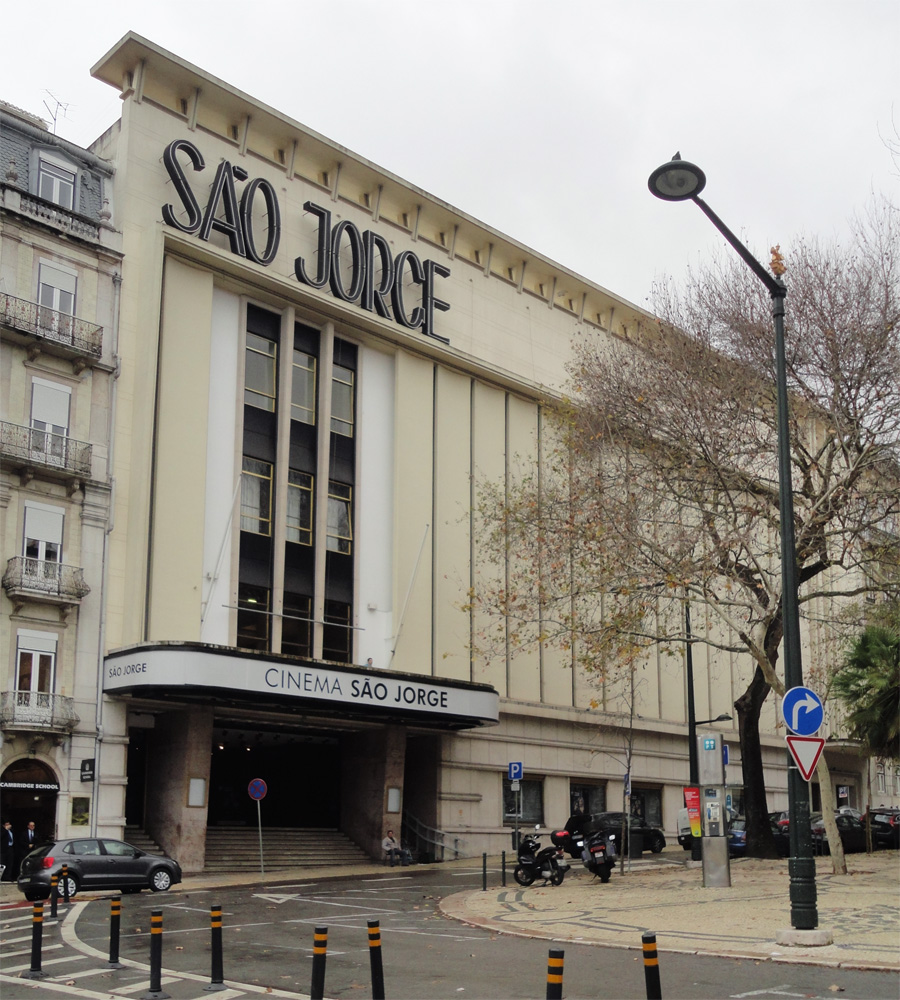
Im Cinema São Jorge an der Avenida da Liberdade hatte der Film 1951 Premiere.

Der Film feierte am 22. Februar 1951 Premiere im Lissabonner Kino Cinema São Jorge.
Bis in kleine Nebenrollen prominent besetzt (u. a. Maria Eugénia und Vasco Santana), versuchte der Film sowohl an die erfolgreichen Komödien der 1930er und 40er Jahre anzuknüpfen, als auch vorsichtig sozialkritische Themen ins Kino zu bringen. Der naiv anmutende Optimismus des zupackenden Silva, komödiantisch schwungvoll interpretiert durch den populären António Silva, hilft etwas über die oberflächlich und einfältig konstruierte Handlung hinweg, führt dabei aber eher in Richtung des damals systemkonformen Idealbilds eines trauten Familienheims in einer Gesellschaft mit sozialem Frieden und versöhnten Klassengegensätzen. Die Sozialkritik und der Wunsch nach gesellschaftlicher Veränderung und Fortschritt bleiben dagegen nur angedeutet.
Nach dem deutlich engagierteren Manuel Guimarães war Queiroga der wichtigste Regisseur in dieser Phase des Portugiesischen Films, als die unnachgiebige Zensur des Estado Novo-Regimes und die systemtreuen Schaltstellen des Filmbetriebs, aber auch das nachlassende Zuschauerinteresse jede mutigere Weiterentwicklung verhinderten. Sonhar É Fácil war Perdigão Queirogas erster Versuch einer inhaltlichen Weiterentwicklung, mit Madragoa (1952) unternahm er einen weiteren Versuch. Jedoch veränderte sich die Situation nicht zum Besseren, das portugiesische Kino geriet immer stärker in die Krise, und Queiroga drehte danach immer konventionellere Spielfilme und ungefährlichere Dokumentarfilme.
Der Film wurde mehrmals von Lusomundo wiederveröffentlicht, erst als VHS-Kassette, und 2005 als DVD.